# O Protesto
O Protesto foi um jornal anarquista publicado no estado brasileiro do Rio Grande do Sul na primeira metade do século XX. Um dos poucos a permanecerem ativos na clandestinidade, mesmo durante a ditadura militar (1964-1985).